# 雷南
雷南（法語：Réning，法語發音：[ʁenɛ̃]）是法国摩泽尔省的一个市镇，属于萨尔堡-萨兰堡区。

## 地理
雷南（48°57'18"N, 6°51'9"E）面积3.95 平方千米，位于法国大東部大區摩泽尔省，该省份为法国东北部内陆省份，是洛林的一部分，西南接默尔特-摩泽尔省，东临下莱茵省，北与卢森堡和德国接壤。
与雷南接壤的市镇（或旧市镇、城区）包括：阿尔贝斯特罗夫、安斯曼、莱南、内兰。

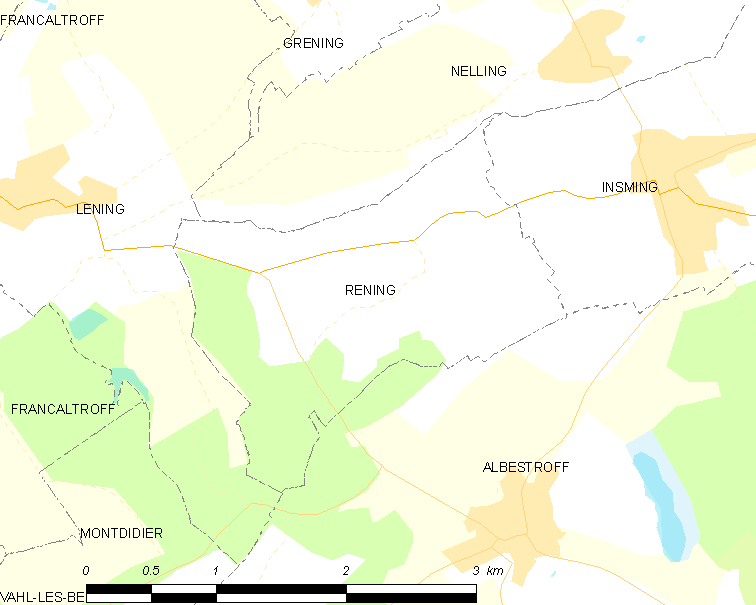
雷南的OSM定位图

雷南的时区为UTC+01:00、UTC+02:00（夏令时）。

## 行政
雷南的邮政编码为57670，INSEE市镇编码为57573。

## 政治
雷南所属的省级选区为索努瓦县。

## 人口

1962-2008年间雷南人口变化图示

雷南于2022年1月1日时的人口数量为129人。